# 坠入黑暗之路
《坠入黑暗之路：揭露中国之实》（英語：Ways That Are Dar: The Truth About China）是由拉尔夫·汤森撰写于1933年的一部纪实文学作品。该书是作者对当代中国现状之观察的总结，并被视为一部反华论战作品。
《坠入黑暗之路》创作之时，中国正值战火纷飞、兵荒马乱的时期。这本书对于中国的社会和文化都进行了严厉的批判。汤森声称，中国的矛盾植根于中华民族的根本缺陷。这本书的确在美国一度畅销，但读者们对此书的评价却呈两极分化。虽然得到了一些期刊的褒扬，但却遭到了传教士和汉学家的强烈抨击，其中欧文·拉蒂莫尔贬之为“对整个种族的控告”。而中国政府也对该书实行了全面封殺。
第二次世界大战之后，这本书逐渐被世人遗忘，直到1997年被奉行白人至上主义的出版商巴恩斯评论（Barnes Review）重新印刷，才重入人们的视野。2004年，其日语译本在日本出版，随后在日本重获一些人气。

## 背景
《坠入黑暗之路》是作者根据其在中国一年多的生活经历撰写而成。在1930年12月16日加入美国國務院之前，汤森曾在纽约做过记者和老师。1931年12月10日至1932年1月9日，汤森在上海担任副领事，之后又在福州担任副领事，直到1933年3月1日 。而这本书发表于1933年11月10日，由乔治·帕尔默·普特南森（G. P. Putnam’s Sons）出版社出版。
在这本书的简介中，汤森把这本书描述为“不雅，但真实的客观再现”，并视之为对那些为中国打造“悲伤”形象与传递“谬误”的作者们的一种制衡，因为这些作者“愚蠢地企图为黑暗事实营造光明的希望”。汤森还指出，尽管中国人的美德会为自己正名，“当我们去评价一个交往的陌生人时，了解他的缺点至关重要。”

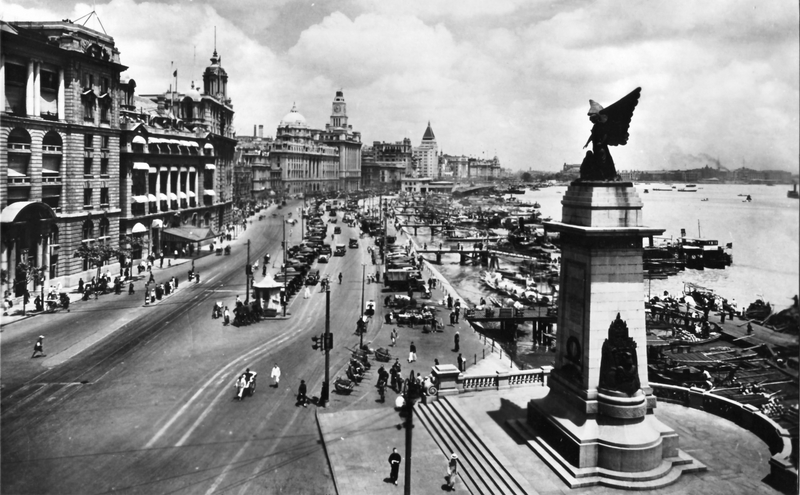
1928年拍摄于上海滩，也是汤森开始撰写小说之地。

该书前两章描述了汤森在中国亲眼目睹的恶劣环境。上海被描绘成一个肮脏、嘈杂、暴行横生、穷困潦倒、疾病蔓延的城市，但相比其他城市仍相对富裕。内陆地区由于缺乏基础设施建设而难以深入，进去也大多不安全，而且经常遭受饥荒、饥饿的折磨。
汤森在这本书的第一章中就断言，中国目前经受的苦难根源于中国人民骨子里的基本道德缺陷，而在第三章和第四章中，他详细解释了他所认为的这些缺陷。他指出，“与我们不同的是，不诚实是中国人心理中最为显著的心理特征”。他列举了很多例子，说他曾被中国的雇主、工人、店员和政府官方所欺骗，并指出很多领事都因为这种残酷无情的“无理由的谎言”而被赶出了服务行业，“用一个谎言来圆另一个谎言是他们的惯用伎俩”。而中国人的另一个显著特点是“对同伴所经受的痛苦视而不见、漠不关心”。通过列举大量的个人经历和听说来的轶事，汤森认为中国人也许是世界上唯一完全无法理解同情和感激的人，因为中国人对他人不持同情心，他们对同类展现出令人难以置信的残忍和虐待，并把无私奉献的外国人视为可以被无情索取的目标。汤森认为其他中国人的典型特征是懦弱、贪财、缺乏个人卫生意识、没有批判思维能力、缺少对他人的真诚，却对虚假空洞的封建仪式一味痴信。他还指出，这些民族道德特征不管是在中国领导人和知识分子中，还是在贫困群众中，都一样显著。通过分析历史文献，他认为这些缺陷并不是中国混乱的现状才导致的，而是早已植根于中华民族骨子里的。汤森认为，中国人“既不能使其他人与他们愉快的相处，也不能和自己人愉快的相处”。    
在第五章和第六章中，汤森讨论了由美国资助、在中国成立的慈善组织，尤其是传教组织。他指出，虽然美国对中国的慈善事业至少捐赠了1.6亿美元，但是中国的这些慈善机构，甚至于教区的医院和学校，都普遍遭到了中国人的掠夺，而这些人，却也是慈善结构致力于去帮助的对象。他们还受到了中国人发起的猖獗的抢劫、纵火和凶残的暴力行为，然而中国政府却拒绝起诉这些暴民。这些暴力行为大多是由国民党的反帝派煽动的，而国民党被称为“比最堕落时期的美国三K党还要糟糕”的党派。通过这一系列美国对中国进行援助却受到暴力行为的事实，汤森认为美国实际上在为反对自己的人给予资助。汤森还发现，尽管传教士们一直在真诚、努力地感化中国人，但他们却没意识到自己改造中国的最终目标其实只是一种错觉。他们故意忽视大量的证据，而这些证据表明，任何程度的关怀和教育都不能根除中国文化的内在病态。因此，汤森呼吁美国停止对中国进行的一切传教和慈善工作。    

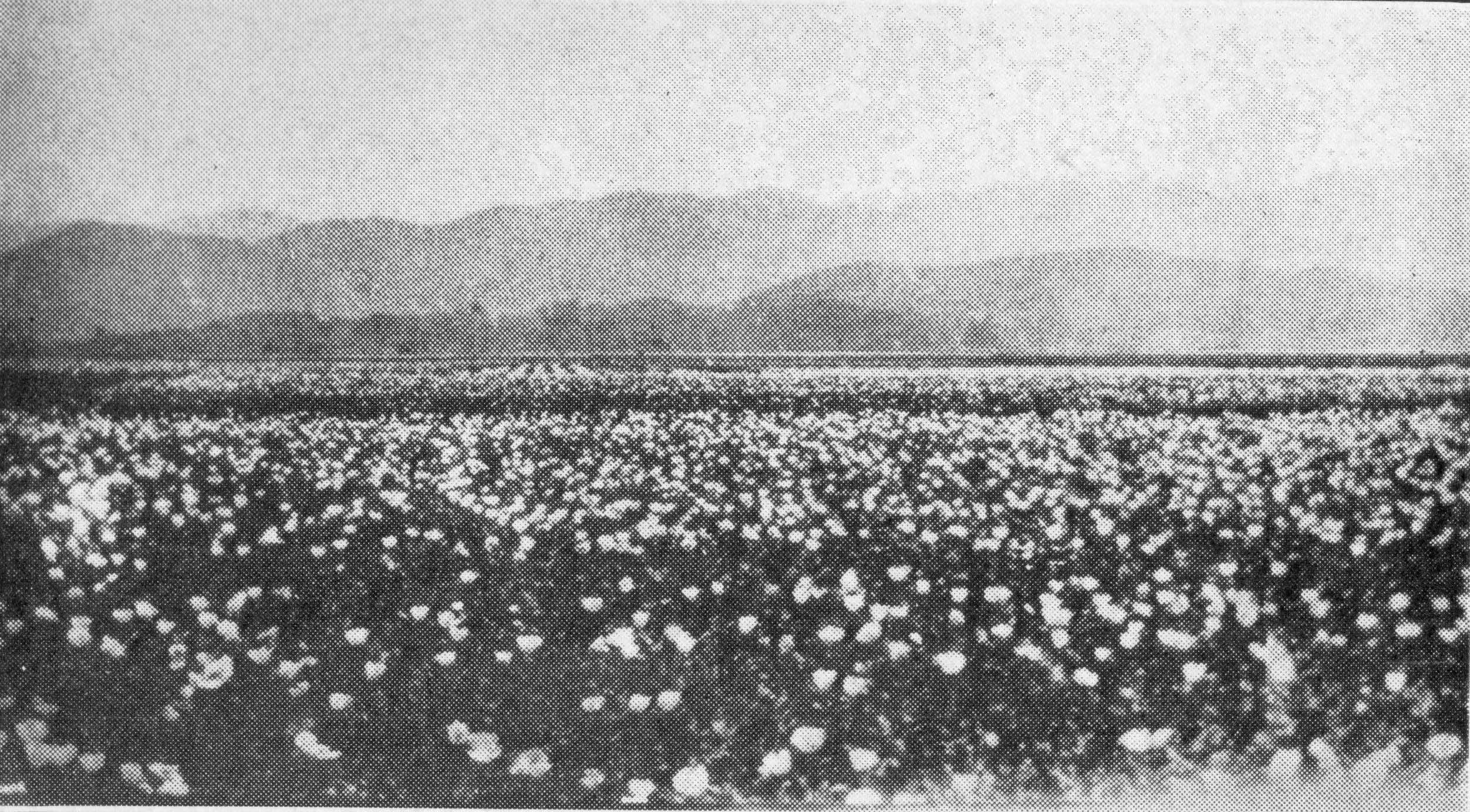
拍摄于1932年的鸦片生产地，位于汤森在福州的家不远处。

第七章中，汤森详尽描述了当时在中国进行的残酷的内战。这种党派间争权夺利的行为，使汤森认为，除了抢夺的欲望，这些党派中上至领导人、下至党员，没有任何人心怀忠诚与更高的目标。他认为每个中国人都很自私，“在中国很难找到一个好人……”，而这种混乱局面可能永远也不会终止。汤森进而在第八章中解释道，大部分的暴力行为都是由鸦片引起的，大约八个中国人中就会有一个对鸦片上瘾。当地的行政官员以及军阀经常会通过压迫农民种植鸦片来支持军队的费用，以至于很多地区的鸦片种植比食物还要多，而国民党官方却不断地对国际社会谎称他们一直致力于镇压鸦片交易。与国民党和其他军阀的暴力掠夺相比，汤森在这本书的第九章中褒扬了日本人在中国的积极影响。他认为日本人与中国人截然相反，他们是一个忠诚、勇敢、可靠、诚实、清廉的民族。汤森对1932年发生于上海的一二八事变提供了第一手陈述，他声称此次事变很可能是由中国的挑衅引起的，以此类推，日本侵略满洲也是针对张学良“暗中发起的抗日运动”所做的正当决定。他甚至认为这是“生活在满洲的三千万左右中国人的福气”，因为“满洲实现了和平和安定”。对此，汤森总结道，他作为知情人之一，非常感谢日本对于野蛮的中国的改造。  
最后，汤森在这本书的第十章中肯定了“落后的中国”是美国“在亚洲的唯一合法问题”，并提出，对于这样一个滥用援助资金、不尊重贷款、虐待攻击外国人、无视国际禁毒法、不珍视外国投资、不与其他国家友好建交的国家，他们又可以做些什么呢？他警告美国人，中国人视善良为懦弱，也不会对任何形式的善意作出回应。他认为，“对于每一个中国人来说，不论是身居高位，还是处于人下，他们的生活本质在于掠夺，从对自身无用的人身上掠夺而为自己和家族带来利益”。相反，他认为中国人确实理解暴力、尊重权力。因此，他倡导美国放弃天真的“感化”思想，从而采取“严守权利、不滥用实力”的政策，其中包括严格限制对中国的进一步贷款，坚守租界和治外法权。

## 接受情况
《坠入黑暗之路》名列于美国畅销书排行榜，《罗伯森新闻报》（The Robesonian）称之“同时受到了美国主流新闻社的大肆赞扬和严酷批判”。这本书被宣传为“中国版的《印度母亲》（Mother India）”，汤森之于中国就像凯瑟琳·梅奥（Katherine Mayo）之于印度。《外交》杂志称之为“一段耸人听闻的对中国人的非正统、不加掩饰的刻画”。

### 褒扬
为《当代历史》（Current History）撰稿的弗朗西斯·布朗（Francis Brown），赞赏了该书对于中国情况进行的全面而诚恳的讨论。布朗认为，尽管这本书对中国持有极为消极的态度，但“正是这种不友好的态度使之大受欢迎，而书中的一些结论也可以为美国的远东政策提供一些参考”。《基督教科学箴言报》的威利斯·约翰·阿巴特（Willis J. Abbot）极力赞扬了汤森对于中国社会生活和习俗进行的研究，并称“任何一个在中国生活过几周的有能力的观察员都会证实这本书中的观点”。阿巴特对此书的赞扬随后得到了《英语评论》（The English Review）的道格拉斯·杰罗尔德（Douglas Jerrold）的回应，杰罗尔德同样认为这本书“精辟而直言不讳”。

### 批判

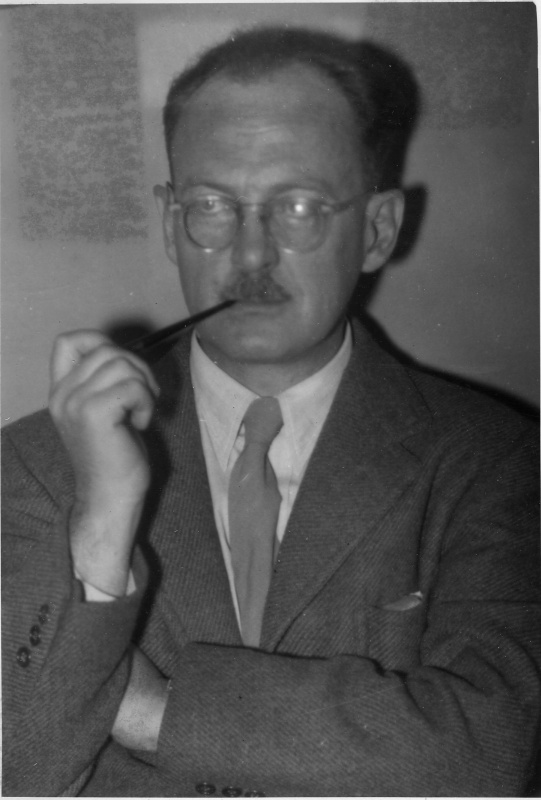
欧文·拉蒂莫尔贬之为“对整个种族的控告“。

相反，美国《国民》杂志（The Nation）的刘易斯·S·甘内特（Lewis S. Gannett）批判汤森其实是“为日本讨回公道”，而把全体中国人民刻画成“与日本人和西方人大不同”的消极形象。《中国周刊》（The China Weekly Review）发表了一篇类似的批判文章，“一个中国人也可以通过强调卡彭和迪林杰、自私者、绑架者和敲诈勒索者的一系列活动，很轻易地写出类似的批判美国的书，证实美国是白人种族中堕落的一支，以获得自我满足”。《共和党人》（The Republican）对这本书的评价则为“在汤森的观察陈述中可以看出他内心的偏见，从而使他的文字丝毫没有说服力。我们必须参考其他更有洞察力的作家，来了解发生在中国的真相。”
著名汉学家欧文·拉蒂莫尔（Owen Lattimore）也对这本书提出了批判。在《纽约时报》（The New York Times）的其中几页，他谴责《坠入黑暗之路》是对“整个种族的控告”，缺乏真正的洞察力，涵盖事实错误，依赖于二手资讯。他称这本书“只会让那些已经被说服的人信服”。 同样地，纳撒尼尔·佩弗控诉这本书是“对所有流传在外的陈词滥调的重新编排，其中包含真假参半、不准确、偏狭、无知、甚至是愚蠢的言辞……（汤森）没能做到准确地观察最简单的事实”。约翰·奥特韦·珀西·布兰德虽然称汤森的言论“整体不能让人信服”，但关于鸦片的章节却“很有启发性”。
这本书的批判者中还有传教士，汤森曾在书中批判过他们。他们在各种期刊中发表对此书的负面评论，其中包括《中国纪事报》（The Chinese Recorder）, 该报指责汤森“收集了很多故事，并以狡猾、愤世嫉俗和异常扭曲的方式把它们组合在一起”。其他的负面评价还出现在《传教士世界评论》（Missionary Review of the World）、《中国基督教年鉴》（China Christian Year Book），以及《国内外传教士传令》（The Missionary Herald at Home and Abroad）中。
在这之后，《坠入黑暗之路》持续以其仇视中国的观点而闻名。1985年历史学家弗兰克·明茨（Frank P. Mintz）称之为“反华文学中的经典之作”。2000年，学者陈勇将汤森对中华民族的态度视为“十九世纪作家所宣扬的反华偏见”的衍生。2004年，作家格雷戈里·克拉克（Gregory Clark）称之为“恶毒的反华书”，恶毒地“将所谓肮脏、狡猾的中华民族与所谓值得信任、勤劳刻苦的日本人进行对比”。
尽管这本书最初被称为“中国的旋转木马”，但最终出版时所用的书名却是引用了布雷特·哈特（Bret Harte）的诗《异教徒的中国》（The Heathen Chinee）。《异教徒的中国》曾被反对中国人移民到美国的人用作抗争的口号，但其实哈特本打算将它作为19世纪时在美国盛行的反华偏见的一种再现而已。

### 政治反映
日本陆军和海军强烈赞成这本书中的观点，陆军省甚至于1934年初购买了几千本免费发放给外国记者和官员。相反，中国国民党政府自1935年起就全面禁止此书在中国各地的发行。即便如此，记者乔治·穆拉德（George Moorad）的报道表示，1946年中国共产党人向美國駐華海军陆战队发放了这本被查禁的书，从而希望他们对中国的情况不再抱有幻想。

## 日语翻译再起波澜

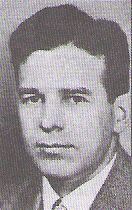
拉尔夫·汤森

《坠入黑暗之路》到1937年时已经是第五次印刷了，但在1942年，汤森由于在1937到1940年间没有注册为国外代理人而接受了日本贸易和信息委员会的资金被监禁。自此之后，这本书停止印刷，直到1997年奉行白人至上主义的杂志《巴恩斯评论》（Barnes Review）发布了一个新版本，这本书才得以重新印刷。
发布于巴恩斯评论的版本后来于2004年被翻译家田中秀夫和坂田健二翻译成日语，随即在日本大受欢迎，在2007年作为大众市场平装本重新发行之前，此译本已经连续售光了10次重印版。格雷戈里·克拉克（Gregory Clark）指出，日语版的《坠入黑暗之路》，被命名为“关于中国的黑暗真相”，在日本右翼成员中广受欢迎。
《坠入黑暗之路》的日语译本翻译家之一田中在《Shokun!》杂志中赞赏了汤森以其“敏锐的洞察力”再现了“他亲眼目睹的中国人的真实本性”。另一位翻译家坂田则同样地在一篇为藤冈信行无偏见历史委员会所撰写的文章中称赞了这本书。他称此书是“了解中国真实情况的必要读物”，并认为汤森的思想为现今的中日关系提供了重要的指导。同时，这本书也得到了《讀賣新聞》的积极评价。

## 进一步阅读
- 美国第一
- 第二次中日战争

## 其他链接
- Hathitrust免费获得书籍《坠入黑暗之路：揭露中国之实》 （页面存档备份，存于）